# Karahundż
Karahundż – wieś w Armenii, w prowincji Sjunik. W 2011 roku liczyła 1365 mieszkańców.